# The Pogues
The Pogues es una banda de punk celta británica, surgida a principios de los años 1980 en Londres.
Aparece en los años posteriores al surgimiento del movimiento punk, y mezcla a partes iguales este género con la música tradicional irlandesa. El nombre originario del grupo era Pogue Mahone (Póg mo thóin en irlandés, que significa Bésame el culo) y fue formado por Jem Finer, Spider Stacy y Shane MacGowan. Los tres escuchaban viejos discos de música irlandesa y decidieron hacer sus propias versiones de temas tradicionales. Finalmente editan su primer trabajo y la compañía discográfica les impone cambiarse de nombre a The Pogues. 
Grupo con fama de juerguistas y borrachos, consiguen ir haciéndose un espacio en los ambientes musicales, no solo por la música sino por las broncas en sus conciertos y los desencuentros con la discográfica. Los problemas de su cantante y líder Shane MacGowan con el alcohol le hacen pasar varias veces por centros para desintoxicarse de su creciente alcoholismo, es la época en la que editan sus discos más célebres, hasta el disco Hell's Ditch (1990).
En 1991, parten de gira para Estados Unidos sin Shane MacGowan, que inicia una carrera junto a una nueva banda llamada Shane MacGowan & The Popes. Por otro lado, a la banda se incorpora para esta gira Joe Strummer, el exlíder de The Clash. Durante los 90 graban aún un par de discos más con "Spider" Stacy de vocalista, pero a mitad de la década el grupo se disuelve.
En 2001 la banda se reuniría de nuevo, dando conciertos de forma regular y publicando varios discos en directo y recopilatorios, aunque sin producir ya ningún álbum de estudio nuevo.

## Historia

### La primera formación
The Pogues surge alrededor de 1982. No se sabe si fue causa azarosa, pero dice la leyenda que todo comenzó un día en que estaban reunidos Jem Finer, Spider Stacy y Shane MacGowan (que había formado parte de la banda punk The Nips). Este último cogió una guitarra que había por allí y se puso a tocar de manera acelerada una canción tradicional irlandesa. Según Stacy, no está claro si MacGowan tenía aquello pensado o no, pero el caso es que fue como una revelación. La idea era recuperar los antiguos sonidos irlandeses y darles una nueva perspectiva. Y de ahí surge Red Roses for Me (1984), el debut de la banda (a la que se habían unido la bajista Cait O'Riordan, el acordeonista James Fearnley y el batería Andrew Ranken). El disco muestra claramente las intenciones de la banda, con algunos de sus temas insignia como Streams of whiskey; pero su sonido todavía estaba un poco verde. Aunque hay que reconocer que, de los temas que conforman el disco, son las composiciones propias las que más destacan.
Un año después (1985) lanzarán Rum, Sodomy, and the Lash (el título venía de una frase atribuida -seguramente de forma apócrifa- a Winston Churchill. Produce Elvis Costello, que supo coger al grupo en su momento exacto, y de ese modo tenemos uno de sus trabajos más redondos, con himnos como A pair of brown eyes, Sally MacLennane, Dirty old town, The old main drag o And the band played Waltzing Mathilda. Además, al grupo se había unido el guitarrista Philip Chevron, procedente de The Radiators From Space.

### Los ocho Pogues
Poco tiempo después de grabar Rum, Sodomy, and the Lash, (agosto de 1985), Cait O'Riordan contrae matrimonio con Elvis Costello y abandona la banda. Es sustituida por Darryl Hunt. También se une a la banda el experimentado músico folk Terry Woods, dando lugar así a la formación más conocida de la banda. 
The Pogues logra su mayor éxito comercial con el sencillo Fairytale of New York, que interpretan junto a Kirsty MacColl. Se trata de una canción navideña que luego iría incluida también en If I Should Fall From Grace With God (1988), otro de los mejores discos de la banda. En él, vemos una mayor variedad de géneros (aires árabes en Turkish song of the damned, rock en Thousands are sailing, o la pachanga de Fiesta). Sin embargo, no todo es felicidad: la polémica Birmingham six, sobre los seis de Birmingham, sufre la censura en el Reino Unido.
Ya en 1989, sale a la venta Peace and Love, un título que hacía una referencia irónica al estado de la política mundial. También podría considerarse una lectura irónica de lo que sucede en el seno de la banda, donde las posturas se alejan cada vez más, y el peso compositivo de MacGowan es cada vez menor. Así, tenemos un disco irregular, con momentos gloriosos (como White city) alternados con canciones menores como Blue heaven. Por otro lado, de esa época data uno de sus sencillos más conocidos: Yeah, yeah, yeah, yeah.
Hell's Ditch (1990) mejora un poco la situación. Con producción de Joe Strummer, en él hay un cierto equilibrio entre el pop y la música tradicional, que su anterior disco no había logrado. Se pueden destacar canciones como Sayonara, Summer in Siam, Rain street o Sunnyside of the street. Sin embargo, las tensiones en la banda eran cada vez mayores, y todo esto acaba forzando la salida del grupo de MacGowan. No obstante, aún saldría un último sencillo -en 1991- interpretado por el desdentado cantante irlandés: la fabulosa Rainy night in Soho.

### Los años 1990 (sin MacGowan)
Tras la salida de MacGowan, The Pogues se embarca en una gira por Estados Unidos con Joe Strummer como vocalista de la banda. Mientras tanto, su discográfica aprovecha para lanzar al mercado un par de recopilatorios.
No será hasta 1993 cuando los 7 Pogues que quedaban, pongan nuevo material a la venta. Stacy toma la responsabilidad como vocalista, y así aparece Waiting for Herb, un disco muy por debajo de lo que la banda había ofrecido hasta ese momento. Se trata de un disco almibarado de sonido pop, donde se salva el sencillo Tuesday morning y poco más. Sorprende ver cómo se echa en falta a MacGowan, pues a pesar de que en el pasado Jem Finer o Philip Chevron habían compuesto grandísimas canciones, el disco no está en absoluto a la altura.
Algo se mejora dos años después. Pogue Mahone no es un disco brillante, pero es más regular que Waiting for Herb. A estas alturas, ya han abandonado la banda James Fearnley, Philip Chevron y Terry Woods, que serían sustituidos por Jamie Clarke, Dave Coulter y James McNally. Después de este disco, la banda se disolverá hasta el nuevo siglo.

### Reunión

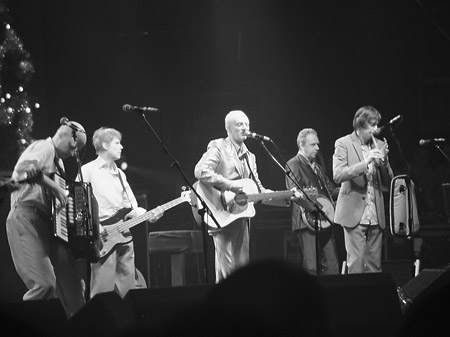
The Pogues en concierto Live at the Brixton Academy (2004).

Rehabilitado de sus problemas, el grupo se vuelve a reunir en 2001 y siguen trabajando con sus temas clásicos. Desde entonces han hecho varias giras alrededor del mundo. Una de sus actuaciones después de la reunión del grupo se recoge en el disco en directo Live at the Brixton Academy (editado en 2005, junto al recopilatorio The Ultimate Collection). 
En 2002, se pone a la venta Streams of Whiskey, un directo grabado en 1991 en Suiza con Shane MacGowan aún en la banda. Dos años después, conmemorando el lanzamiento de su primer disco, se reeditan los 7 álbumes de estudio de la banda con numerosos temas extra y lujosos libretos que repasan la historia del grupo. Ya en 2008 sale a la venta la caja de rarezas Just Look Them Straight In The Eye and Say... POGUE MAHONE!!, compuesta por 5 CD que contienen más de 110 canciones.
En 2012 celebran sus 30 años de actividad con el lanzamiento de un disco en directo grabado en París.
En 2013 fallece el guitarrista Philip Chevron. También editan la caja 30 years, que contiene sus 7 discos de estudio, con el añadido de un álbum en directo grabado en 1991, en el que aparece Joe Strummer.
En 2020 se estrena Crock of gold, un documental dirigido por Julien Temple sobre Shane MacGowan. A finales de ese mismo año, se publica The BBC Sessions 1984-1986, una recopilación de interpretaciones en directo realizadas por el grupo en la BBC entre 1984 y 1986.
El 30 de noviembre de 2023, fallece tras sufrir una larga enfermedad, Shane MacGowan, a la edad de 65 años.

## Miembros actuales
- Shane MacGowan: 1982–1991, 2001 – 2023
- Spider Stacy: 1982–1996, 2001–
- James Fearnley: 1982–1993, 2001–
- Terry Woods: 1986–1994, 2001–
- Jem Finer: 1982–1996, 2001–
- Andrew Ranken: 1982–1996, 2001–
- Darryl Hunt: 1986–1996, 2001–
- Ella Finer (Miembro semioficial) 2005– (Vocalista en la canción Fairytale of New York)

## Otros miembros que pasaron por la banda
- Cait O'Riordan: 1982–1986, 2004
- Philip Chevron: 1985–1994, 2001–2013 †
- Joe Strummer: 1991 (reemplazó también a Phil Chevron en la gira de 1987)
- Jamie Clarke: 1993–1996
- Dave Coulter: 1993–1996
- James McNally: 1993–1996

## Discografía

### Álbumes de estudio
- Red Roses for Me (1984)
- Rum, Sodomy, and the Lash (1985)
- If I Should Fall From Grace With God  (1988)
- Peace and Love (1989)
- Hell's Ditch (1990)
- Waiting for Herb (1993)
- Pogue Mahone (1996)

### EP
- Poguetry in Motion (1986)
- Yeah Yeah Yeah Yeah Yeah (1990)

### Recopilacionesy directos
- The Best of the Pogues (1991)
- The Rest of The Best (1992)
- The Very Best Of The Pogues (2001)
- Streams of Whiskey: Live in Leysin, Switzerland 1991 (2002)
- The Ultimate Collection including Live at the Brixton Academy 2001 (2005)
- Just Look Them Straight In The Eye and Say... POGUE MAHONE!! (Antología/Caja de rarezas) (2008)
- The Pogues in Paris: 30th Anniversary concert at the Olympia (2012)
- 30 Years (2013)
- The BBC Sessions 1984-1986 (2020)

### Sencillos
| Año  | Título                                                               | Mejores posiciones en listas | Mejores posiciones en listas | Mejores posiciones en listas | Mejores posiciones en listas | Álbum                                                 |
| Año  | Título                                                               | EUA Rock                     | EUA Club                     | R.U.                         | IRL                          | Álbum                                                 |
| ---- | -------------------------------------------------------------------- | ---------------------------- | ---------------------------- | ---------------------------- | ---------------------------- | ----------------------------------------------------- |
| 1984 | "Dark Streets of London"                                             | –                            | –                            | –                            | –                            | Red Roses for Me                                      |
| 1984 | "Boys from the County Hell"                                          | –                            | –                            | –                            | –                            | Red Roses for Me                                      |
| 1985 | "A Pair of Brown Eyes"                                               | –                            | –                            | 72                           | –                            | Rum Sodomy & the Lash                                 |
| 1985 | "Sally MacLennane"                                                   | –                            | –                            | 51                           | –                            | Rum Sodomy & the Lash                                 |
| 1985 | "Dirty Old Town"                                                     | –                            | –                            | 62                           | 27                           | Rum Sodomy & the Lash                                 |
| 1986 | Poguetry in Motion (EP)                                              | –                            | –                            | 29                           | 11                           | –                                                     |
| 1986 | "Haunted"                                                            | –                            | –                            | 42                           | 7                            | Sid and Nancy Soundtrack                              |
| 1987 | "Irish Rover" (featuring The Dubliners)                              | –                            | –                            | 8                            | 1                            | 25 Years Celebration                                  |
| 1987 | "Fairytale of New York" (featuring Kirsty MacColl)                   | –                            | –                            | 2                            | 1                            | If I Should Fall from Grace with God                  |
| 1988 | "If I Should Fall from Grace with God"                               | –                            | –                            | 58                           | 4                            | If I Should Fall from Grace with God                  |
| 1988 | "Fiesta"                                                             | –                            | –                            | 24                           | 11                           | If I Should Fall from Grace with God                  |
| 1989 | "Yeah Yeah Yeah Yeah Yeah"                                           | 17                           | 36                           | 43                           | 6                            | Yeah Yeah Yeah Yeah Yeah                              |
| 1989 | "Misty Morning, Albert Bridge"                                       | –                            | –                            | 41                           | 8                            | Peace and Love                                        |
| 1990 | "Summer in Siam"                                                     | –                            | –                            | 64                           | 21                           | Hell's Ditch                                          |
| 1990 | "Jack's Heroes" (featuring The Dubliners)                            | –                            | –                            | 63                           | 4                            | Yeah Yeah Yeah Yeah Yeah                              |
| 1990 | "Miss Otis Regrets / Just One of Those Things" (with Kirsty MacColl) | –                            | –                            | –                            | –                            | Red Hot + Blue (Produced by the Red Hot Organization) |
| 1991 | "Sunny Side of the Street"                                           | 23                           | –                            | –                            | –                            | Hell's Ditch                                          |
| 1991 | "Rainy Night in Soho (remix)"                                        | –                            | –                            | 67                           | 24                           | Poguetry in Motion                                    |
| 1991 | "Fairytale of New York" (re-issue)                                   | –                            | –                            | 36                           | 10                           | If I Should Fall from Grace with God                  |
| 1992 | "Honky Tonk Women"                                                   | –                            | –                            | 56                           | –                            | Yeah Yeah Yeah Yeah Yeah                              |
| 1993 | "Tuesday Morning"                                                    | 11                           | –                            | 18                           | 26                           | Waiting for Herb                                      |
| 1993 | "Once Upon a Time"                                                   | –                            | –                            | 66                           | –                            | Waiting for Herb                                      |
| 2005 | "Fairytale of New York" (re-release)                                 | –                            | –                            | 3                            | 3                            | If I Should Fall from Grace with God                  |
| 2006 | "Fairytale of New York" (re-entry of re-release)                     | –                            | –                            | 6                            | –                            | If I Should Fall from Grace with God                  |
| 2007 | "Fairytale of New York" (re-entry on downloads alone)                | –                            | –                            | 4                            | 3                            | If I Should Fall from Grace with God                  |
| 2008 | "Fairytale of New York" (re-entry on downloads alone)                | –                            | –                            | 12                           | 8                            | If I Should Fall from Grace with God                  |
| 2009 | "Fairytale of New York" (re-entry on downloads alone)                | –                            | –                            | 12                           | 13                           | If I Should Fall from Grace with God                  |
| 2010 | "Fairytale of New York" (re-entry on downloads alone)                | –                            | –                            | 17                           | 11                           | If I Should Fall from Grace with God                  |
| 2011 | "Fairytale of New York" (re-entry on downloads alone)                | –                            | –                            | 13                           | 7                            | If I Should Fall from Grace with God                  |
| 2012 | "Fairytale of New York" (re-entry on downloads alone)                | –                            | –                            | 12                           | 14                           | If I Should Fall from Grace with God                  |
| 2013 | "Fairytale of New York" (re-entry on downloads alone)                | –                            | –                            | 14                           | 8                            | If I Should Fall from Grace with God                  |

### DVD
- The Pogues: Live at The Town & Country Club St Patricks Day 1988 2004
- Untitled Pogues Live Reunion Concert 2006–2007
- Untitled Pogues Film/Documentary" 2006–2007

## Filmografía
- Straight to Hell (1987). Película dirigida por Alex Cox. Ambientada en el oeste estadounidense, en realidad fue rodada en Almería (España) e inspiró el famoso tema Fiesta de The Pogues porque coincidieron con la Feria de Almería. Los Pogues aparecían de mexicanos y entre otros intérpretes estaban Courtney Love, Dennis Hopper, Grace Jones y el ahora director de cine Jim Jarmusch.